# Colossal Youth
Colossal Youth je jediné studiové album velšské post-punkové hudební skupiny Young Marble Giants. Nahráno bylo roku 1979 ve studiu Foel Studios nedaleko Welshpoolu a vydalo jej v únoru následujícího roku vydavatelství Rough Trade Records. V roce 2007 vydala společnost Domino Records jeho reedici doplněnou o několik bonusů (B-strany singlů a skladby z EP Testcard). Hudebník Kurt Cobain, člen skupiny Nirvana, album zařadil mezi pět nejvlivnějších záznamů, které slyšel. Jeho manželka, zpěvačka Courtney Love, vydala coververzi písně „Credit in the Straight World“ na albu Live Through This své skupiny Hole. Mezi další hudebníky, kteří nahráli coververze písně z této desky, patří například Adam Green či skupiny Galaxie 500, The Magnetic Fields a Belle and Sebastian.

## Seznam skladeb
| Pořadí | Název                        | Autor                          | Délka |
| ------ | ---------------------------- | ------------------------------ | ----- |
| 1.     | Searching for Mr. Right      | Stuart Moxham                  | 3:03  |
| 2.     | Include Me Out               | Stuart Moxham                  | 2:01  |
| 3.     | The Taxi                     | Stuart Moxham                  | 2:07  |
| 4.     | Eating Noddemix              | Phillip Moxham, Alison Statton | 2:04  |
| 5.     | Constantly Changing          | Stuart Moxham                  | 2:04  |
| 6.     | N.I.T.A.                     | Stuart Moxham                  | 3:31  |
| 7.     | Colossal Youth               | Stuart Moxham                  | 1:54  |
| 8.     | Music for Evenings           | Stuart Moxham                  | 3:02  |
| 9.     | The Man Amplifier            | Stuart Moxham                  | 3:15  |
| 10.    | Choci Loni                   | Stuart Moxham, Phillip Moxham  | 2:37  |
| 11.    | Wurlitzer Jukebox            | Stuart Moxham                  | 2:45  |
| 12.    | Salad Days                   | Stuart Moxham, Alison Statton  | 2:01  |
| 13.    | Credit in the Straight World | Stuart Moxham                  | 2:29  |
| 14.    | Brand – New – Life           | Stuart Moxham                  | 2:54  |
| 15.    | Wind in the Rigging          | Stuart Moxham                  | 2:25  |

| Bonusy na reedici z roku 2007 | Bonusy na reedici z roku 2007 | Bonusy na reedici z roku 2007 | Bonusy na reedici z roku 2007 |
| Pořadí                        | Název                         | Autor                         | Délka                         |
| ----------------------------- | ----------------------------- | ----------------------------- | ----------------------------- |
| 16.                           | This Way                      | Stuart Moxham, Phillip Moxham | 1:41                          |
| 17.                           | Posed by Models               | Stuart Moxham, Phillip Moxham | 1:25                          |
| 18.                           | Clock                         | Stuart Moxham, Phillip Moxham | 1:39                          |
| 19.                           | Clicktalk                     | Stuart Moxham, Phillip Moxham | 2:42                          |
| 20.                           | Zebra Trucks                  | Stuart Moxham, Phillip Moxham | 1:33                          |
| 21.                           | Sporting Life                 | Stuart Moxham, Phillip Moxham | 1:04                          |
| 22.                           | Final Day                     | Stuart Moxham                 | 1:43                          |
| 23.                           | Radio Silents                 | Stuart Moxham                 | 1:53                          |
| 24.                           | Cake Walking                  | Stuart Moxham                 | 2:49                          |
| 25.                           | Ode to Booker T               | Stuart Moxham                 | 3:03                          |

## Obsazení
- Alison Statton – zpěv
- Stuart Moxham – kytara, varhany
- Philip Moxham – baskytara